# Schöneberg (Brandemburgo)
Schöneberg é um município da Alemanha, situado no distrito de Uckermark, no estado de Brandemburgo. Tem 45,38 km² de área, e sua população em 2019 foi estimada em 803 habitantes.